# 문화연구
문화연구(영어: cultural studies), 혹은 문화학(독일어: Kulturwissenschaft)은 문화의 실질적 및 상징적 측면을 연구하는 학제간 학문 분야이다. 이론·정치·경험적으로 문화를 분석하며, 현대 문화의 정치적 역동성 및 그 역사적 기초를 연구한다.

## 명칭
영미의 cultural studies의 영향을 받아 문화연구, 그리고 독일의 Kulturwissenschaft (독일어: Kultur 문화[*]와 독일어: Wissenschaft 학문, 과학[*]의 합성어)의 영향을 받아 문화학이라고 지칭한다. 사회과학 내의 특정 연구분야로서 동일한 명칭을 사용하기도 하는 문화학(culturology)과는 구별해야 한다. 현재 한국에서는 분야의 짧은 역사 상, 이 세 용어가 혼동되어 쓰이기도 하나, 점차 문화연구(cultural studies)와 문화학(Kulturwissenschaft)을 동일하게 쓰는 경향으로 가고 있다. 이 경우 일반적으로 광범위한 학제간 분야로 정의된다. 

## 연구방법
문화연구의 연구자들은 일반적으로 문화적 실천들이 이데올로기, 계급 구조, 민족, 인종, 성적 취향, 성별 및 세대와 같은 사회적 현상 연관되거나 작동하는 넓은 권력 체계와 어떤 관련이 있는지 조사한다. 문화 연구는 문화를 고정적이고, 제한적이며, 안정적이고 분리 된 실체가 아니라 오히려 지속적으로 상호 작용하고 변화하는 일련의 실행과 과정으로 이해한다. 문화 연구 분야는 다양한 이론 및 방법론적 관점과 관행을 포괄한다. 비록 문화인류학 분야나 민족연구 분야와 구별되지만 문화연구는 그런 분야에 관심과 공헌을 보여준다. 특징, 충돌 그리고 우발성을 정의한다. 
파키스탄 출신의 영국의 동양학 연구자 자아우딘 사르디르(Ziauddin Sardar)는 《Introducing Cultural Studies》라는 책에서 문화연구의 연구방법에 대해 다음과 같이 설명한다.
- 문화 연구의 목적은 모든 총체적 형태의 문화를 이해하고 문화가 나타나는 사회적, 정치적 맥락을 분석하는 것이다.
- 문화 연구는 연구/분석과 정치적 비판의 현장이다. 예를 들어, 문화 연구 학자는 대상을 연구할 뿐만 아니라 이 연구를 더 큰 정치적 프로젝트와 연결할 수도 있다.
- 문화 연구는 자연에 근거하여 주장된 개별화된 지식을 알리고 화해시킨다.
- 문화 연구는 현대 사회의 윤리적 평가에 전념한다.
- 문화 연구의 한 가지 목적은 비판적 이론에 따라서 문화 실천과 권력과의 관계를 조사 할 수 있다. 예를 들어, 하위 문화 (정치와 경제를 주도하는 런던의 백인 노동계급 청년)에 대한 연구는 지배적 문화 (런던의 백인 중산층 및 상류 계급)에 대항하여 사회적 실천을 고려해야 한다.

## 독일의 문화학
독일의 문화학은 1920년대부터 여러 분야로부터 독립된 학문분야로 발전했는데, 바로 게오르크 지멜과 에른스트 카시러의 문화철학, 문화사, 역사적·철학적 인류학, 그리고 막스 베버의 사회학이다. 철학적 출발점을 프리드리히 니체의 사상으로 보기도 한다. 
80년대 중반부터 독일 대학들은 문화학을 체계적으로 정립했다. 이런 새로운 시도를 촉진시켰던 것은 국제적인 영향, 특히 영미권의 ‘문화연구’·‘신역사주의’와 프랑스권의 ‘심성사’·‘담론분석’등의 영향이다. 독일의 인문학은 그 동안 지배적이었던 관념성에 대한 성찰과 비판을 통해 개방성, 국제성을 지향하는 개혁을 진행하고 있다. 

## 대학의 문화연구
1990년대 이후 활발해진 문화연구를 반영하듯 미국과 유럽의 대학들은 문화연구 과정을 설치하고 있다. 학제간 연구 분야인 특성상 형태가 다양하다. 독립된 문화연구과 혹은 문화학과를 설치하기도 하고, 기존 학과에 화연구 과정을 설치하기도 한다. 또한 기존 학과의 명칭에 ‘문화학’을 덧붙이기도 한다. 가령 ‘문화학적 문예학과’가 한 예이다. 
대학에 따라서는 문화연구를 하나의 학과로 보지 않고 인문학(때로는 사회과학까지)의 모든 분야를 아우르는 범주, 즉 인문학을 대체할 명칭으로 보기도 한다. 그것은 문화연구가 제기하는 연구방법이 인문학(그리고 사회과학)의 모든 분야들을 관통하기 때문이다. Cultural turns에서 제기되는 비판점들에서 그 공통적인 점들이 명확히 드러난다. 
문화연구의 연구방법의 다양성만큼이나 학과 또는 연구소 설치 방법이나 형태 또한 다양하여 획일적 경향은 없다.

## 참고 문헌
- 서정일(2017), 문학의 성찰과 문화적 이해 독일 현대문학의 문화학적 소통, 한울아카데미
- 전경수(2000): 문화시대의 문화학, 일지사
- 하르트무트 뵈메(2004): 문화학이란 무엇인가(Orientierung Kulturwissenschaft. Was sie kann, was sie will), 손동현 역, 성균관대학교출판부
- Böhme, Hartmut / Scherpe, Klaus (1996) (Hrsg.): Literatur und Kulturwissenschaften. Positionen, Theorien, Modelle, Reinbek bei Hamburg: Rowohlt
- Böhme, Hartmut (1996): Vom Cultus zur Kultur(wissenschaft). Zur historischen Semantik des Kulturbegriffs. In: Glaser, Renate. Luserke, Matthias (Hrsg.), Literaturwissenschaft – Kulturwissenschaft. Positionen, Themen, Perspektiven, Opladen: Westdeutscher Verlag
- Böhme, Hartmut (2008): Kulturwissenschaft. In: Günzel, Stephan (Hrsg.): Raumwissenschaften, 1. Aufl., Frankfurt a. M.: Suhrkamp, S. 191-207
- Böhme, Hartmut. Matussek, Peter. Müller, Lothar (2007): Orientierung Kulturwissenschaft. Was sie kann, was sie will, 3. Aufl. (1. Aufl. 2000), Reinbek bei Hamburg: Rowohlt
- Hansen, Klaus P. (2000): Kultur und Kulturwissenschaft. Eine Einführung, 2. Aufl. (1. Aufl. 1995), Tübingen/Basel: Francke
- Jaeger, Friedrich / Rüsen, Jörn (Hrsg.) (2004): Handbuch der Kulturwissenschaften, 3 Bde., Stuttgart/Weimar: Verlag J.B. Metzler
- Maye, Harun / Scholz, Leander (Hrsg.) (2011): Einführung in die Kulturwissenschaft, München: Wilhelm Fink
- Nünning, Ansgar / Nünning, Vera (Hrsg.) (2003): Konzepte der Kulturwissenschaften. Theoretische Grundlagen – Ansätze – Perspektiven, Stuttgart/Weimar: Verlag J.B. Metzler
- Nünning, Ansgar / Nünning, Vera (Hrsg.) (2008): Einführung in die Kulturwissenschaften. Theoretische Grundlagen – Ansätze – Perspektiven, Stuttgart/Weimar: Verlag J.B. Metzler

## 같이 보기
- 문화학 (사회과학)
- 문화 이론
- 문화분석

### 분야와 이론
- Apocalyptic and post-apocalyptic fiction
- Comparative cultural studies
- Critical theory
- Cross-cultural studies
- Cultural analytics
- Cultural anthropology
- Cultural assimilation
- Cultural consensus theory
- Cultural critic
- Cultural geography
- Cultural hegemony
- Cultural heritage
- Cultural history
- Cultural identity theory
- Cultural imperialism
- Cultural materialism
- Cultural practice
- Cultural psychology
- Cultural rights
- Cultureme
- Culturology
- Discourse analysis
- Dystopia
- Gender studies
- Heritage studies
- Literary criticism
- Literary theory
- Media culture
- Media studies
- Organizational culture
- Physical cultural studies
- Popular culture studies
- Postcolonialism
- Postcritique
- Queer theory
- Semiotics of culture
- Social criticism
- Social semiotics
- Social theory
- Sociology of culture
- Translation studies
- Utopian and dystopian fiction
- Visual culture

### 저자
- Ackbar Abbas
- Theodor W. Adorno
- Giorgio Agamben
- Sara Ahmed
- Ien Ang
- Arjun Appadurai
- Marc Augé
- Mikhail Bakhtin
- Mieke Bal
- Roland Barthes
- Jean Baudrillard
- Zygmunt Bauman
- Tony Bennett
- Lauren Berlant
- Michael Bérubé
- Homi K. Bhabha
- Pierre Bourdieu
- danah boyd
- Peter Burke
- Judith Butler
- Angie Chabram-Dernersesian
- Rey Chow
- James Clifford
- William E. Connolly
- Tim Cresswell
- Douglas Crimp
- Jonathan Culler
- Antonia Darder
- Guy Debord
- Michel de Certeau
- Gilles Deleuze
- Jacques Derrida
- Richard Dyer
- Michael Eric Dyson
- Terry Eagleton
- John Ellis
- Arturo Escobar
- Frantz Fanon
- John Fiske
- Hal Foster
- Michel Foucault
- Sarah Franklin
- Paulo Freire
- John Frow
- Néstor García Canclini
- J.K. Gibson-Graham
- Paul Gilroy
- Henry Giroux
- Antonio Gramsci
- Lawrence Grossberg
- Elizabeth Grosz
- Felix Guattari
- Jürgen Habermas
- Catherine Hall
- Gary Hall
- Stuart Hall
- Donna Haraway
- Michael Hardt
- John Hartley
- Dick Hebdige
- Bob Hodge
- Susan Hogan
- Richard Hoggart
- bell hooks
- Max Horkheimer
- Eva Illouz
- Mizuko Ito
- Luce Irigaray
- Annamarie Jagose
- Rosi Braidotti
- Henry Jenkins
- Douglas Kellner
- Laura Kipnis
- Henry Krips
- Julia Kristeva
- Ernesto Laclau
- Scott Lash
- Gilles Lipovetsky
- Jean-François Lyotard
- Herbert Marcuse
- Hayden White
- Jésus Martín-Barbero
- Doreen Massey
- Alan McKee
- Angela McRobbie
- Robert McRuer
- Kobena Mercer
- Toby Miller
- Nicholas Mirzoeff
- Chandra Talpade Mohanty
- Chantal Mouffe
- Meaghan Morris
- Hamid Naficy
- Antonio Negri
- William Nericcio
- Griselda Pollock
- Elspeth Probyn
- Janice Radway
- Jacques Ranciere
- Eduardo Restrepo
- Nelly Richard
- Andrew Ross
- Edward Said
- Beatriz Sarlo
- Saskia Sassen
- Eve Kosofsky Sedgwick
- Richard Sennett
- Beverley Skeggs
- Edward Soja
- David Harvey
- Gayatri Chakravorty Spivak
- Sara Suleri
- Tiziana Terranova
- E. P. Thompson
- Tzvetan Todorov
- Graeme Turner
- Valentin Voloshinov
- Catherine Walsh
- Michael Warner
- Cornel West
- Raymond Williams
- Paul Willis
- Slavoj Žižek